# Brian Nygaard
Brian Nygaard (født 26. juli 1974 i Hedensted) er en dansk iværksætter og skribent. Han er uddannet cand.mag. i filosofi, og har blandt andet arbejdet som pressechef for flere professionelle cykelhold.

## Karriere
Nygaard er opvokset i Hedensted, og arbejdede blandt andet som bartender på kroen i nabobyen Løsning. Han tog sin studentereksamen på Rødkilde Gymnasium i Vejle. Derefter begyndte han at læse filosofi på Aarhus Universitet, hvor han i foråret 2001 fik sin kandidatgrad med speciale i normativitet og objektivitet.

### Riis Cycling (2001–2009)
Brian Nygaard er fascineret af Jørgen Leth, og har givet ham skylden for at han selv begyndte at interessere sig for cykling, og havde skrevet et par artikler om emnet. Kort tid efter endt uddannelse på universitetet, blev Brian Nygaard af holdejer Bjarne Riis tilbudt at arbejde freelance med kommunikation under Tour de France 2001 for cykelholdet CSC-Tiscali. Efter Tour de France forlod holdets pressechef Anders Bay stillingen, og Brian Nygaard fik tilbudt jobbet. Det skete selvom han efter eget udsagn "- kom uden forudgående erfaring med journalistik, kommunikation eller pr. End ikke et forkølet skrivekursus havde han været på.".
Det var Brian Nygaard der nøje tilrettelagde og planlagde det store pressemøde den 25. maj 2007 i Lyngby, hvor Bjarne Riis indrømmede sit dopingmisbrug. Efter otte års ansættelse som pressechef hos Bjarne Riis og Team Saxo Bank, offentliggjorde Nygaard i oktober 2009 at han forlod holdet.

### Team Sky (2009–2010)
I 2009 blev det nye hold Team Sky grundlagt, og 1. januar 2010 begyndte det at køre på UCI ProTouren, og det var med Brian Nygaard som pressechef. Det blev til godt ét år i stillingen hos briterne, inden der ventede nye udfordringer for Nygaard.

### Team Leopard-Trek (2010–2011)
I april 2010 blev han efter anbefaling fra Kim Andersen, kontaktet af den luxembourgske forretningsmand Flavio Becca, der ville skabe et cykelhold i verdenstoppen, og her skulle Nygaard være administerende direktør.
6. januar 2011 blev Team Leopard-Trek præsenteret for offentligheden. Men allerede halvvejs inde i sæsonen begyndte der at opstå uoverensstemmelser mellem holdejer Flavio Becca og resten af ledelsen. I løbet af august opstod der rygter om at holdet skulle fusioneres med et andet, og Brian Nygaard fik tilbudt et andet job i Beccas familiefond, hvilket han afviste, og dermed afskedigede sig selv.

### Orica-GreenEDGE (2011–2016)
Kun få uger efter bruddet med Leopard-Trek, havde Nygaard igen job indenfor cykelmiljøet, da han igen skulle være chef hos et nystartet cykelhold. Denne gang som kommunikationschef for det australske hold Orica-GreenEDGE, der debuterede på ProTouren i 2012-sæsonen. Samtidig blev han tilknyttet som fast klummeskriver for Jyllands-Postens Sportspanel. Efter fem års ansættelse, valgte Brian Nygaard i december 2016 at forlade det australske hold.

### TV 2 (2017–nu)
Fra 1. januar 2017 blev Brian Nygaard sammen med cykelrytter Chris Anker Sørensen ansat hos TV 2 Sporten, hvor de skulle fungere som eksperter og kommentatorer ved cykelløb. Sammen med journalist Rasmus Staghøj blev Chris Anker og Nygaard TV 2's andet hold af kommentatorer, da alle 21 etaper ved Tour de France 2017 for første gang blev vist i deres fulde længde på tv. Staghøj, Chris Anker og Nygaard startede transmissionerne, og havde de første timer bagved mikrofonerne, inden Dennis Ritter, Rolf Sørensen og Jørgen Leth tog sig af afslutningerne.

### Weekendavisen og bøger
Brian Nygaard er tilknyttet Weekendavisen som freelance skribent, hvor han skriver om kunst og sport.
I 2016 var Nygaard sammen med Jørgen Leth, om at skrive teksten til køkkenchef fra Falsled Kro, Per Hallundbæks kogebog Hallundbæk/Falsled Kro. Nygaard skrev teksten, Leth efterskriften og fotograf Claes Bech-Poulsen tog billederne til den 287 sider store bog.
Nygaard udgav i 2020 bogen Iltgæld.

## Privat
I foråret 2015 grundlagde Brian Nygaard sammen med fire partnere firmaet Pas Normal Studios, der designer og producerer cykeltøj.
Brian Nygaard er gift og har tvillinger. Han har boet i Pisa og Pietrasanta, men siden foråret 2020 i Sonoma County i Californien.